# Lockport (Nova York)
Lockport és una població dels Estats Units a l'estat de Nova York. Segons el cens del 2000 tenia 22.279 habitants.

## Demografia
Segons el cens del 2000, Lockport tenia 22.279 habitants, 9.459 habitatges, i 5.609 famílies. La densitat de població era de 1.008,4 habitants/km².
Dels 9.459 habitatges en un 30,5% hi vivien nens de menys de 18 anys, en un 41,4% hi vivien parelles casades, en un 13,5% dones solteres, i en un 40,7% no eren unitats familiars. En el 34,7% dels habitatges hi vivien persones soles el 13,3% de les quals corresponia a persones de 65 anys o més que vivien soles. El nombre mitjà de persones vivint en cada habitatge era de 2,33 i el nombre mitjà de persones que vivien en cada família era de 3,03.
Per edats la població es repartia de la següent manera: un 25,8% tenia menys de 18 anys, un 8,4% entre 18 i 24, un 30,6% entre 25 i 44, un 20,9% de 45 a 60 i un 14,3% 65 anys o més.
L'edat mediana era de 36 anys. Per cada 100 dones de 18 o més anys hi havia 87,4 homes.
La renda mediana per habitatge era de 35.222 $ i la renda mediana per família de 44.614 $. Els homes tenien una renda mediana de 35.197 $ mentre que les dones 23.944 $. La renda per capita de la població era de 19.620 $. Entorn de l'11,7% de les famílies i el 13,3% de la població estaven per davall del llindar de pobresa.

## Personatges il·lustres
- Joye Carol Oates (1938 -) escriptora i assagista.

## Poblacions més properes
El següent diagrama mostra les poblacions més properes.